# Tamiami
Tamiami – miejscowość spisowa (obszar niemunicypalny) w Stanach Zjednoczonych, w stanie Floryda, w hrabstwie Miami-Dade.